# Macrotera nahua
Macrotera nahua är en biart som först beskrevs av Roy R. Snelling och Danforth 1992.  Macrotera nahua ingår i släktet Macrotera och familjen grävbin. Inga underarter finns listade i Catalogue of Life.